# Qımılqışlaq (Xaçmaz)
Qımılqışlaq è un comune dell'Azerbaigian situato nel distretto di Xaçmaz. Conta una popolazione di 2 790 abitanti.